# BESM
BESM (БЭСМ) este numele dat unei serii de computere sovietice. Numele este format din inițialele denumirii rusești " Большая Электронно-Счётная Машина (Mașină de Calcul Electronic de Mare Viteză) ".
Au fost construite mai multe tipuri de calculatoare din această serie. 
BESM-1 a fost construit în 1953. Au fost folosite aproximativ 5.000 lămpi electronice. A fost fabricat numai un singur astfel de computer. În momentul în care a fost pus în funcțiune, era cel mai rapid calculator din Europa. 
BESM-2 a folosit de asemenea lămpile electronice. 
BESM-3M și BESM-4 au folosit pentru prima oară tranzistori. 
BESM-6 a fost un sistem de supercomputere complet nou. A fost proiectat și construit la Institutul Lebedev pentru Mecanica de Precizie și Ingineria Computerelor în 1965, producția de serie începând în 1967. Deși folosea componente discrete, nu folosea și circuite integrate. Au fost construite 335 de astfel de calculatoare până în 1987, când a încetat producția acestui tip. 
BESM-6 a fost primul calculator sovietic care a folosit un sistem de operare și compilatorul Fortran.
O versiune modernizată a acestui computer a fost cel de tip Elbrus.